# Roger Fenton

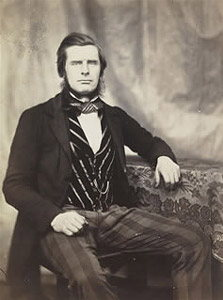
Roger Fenton

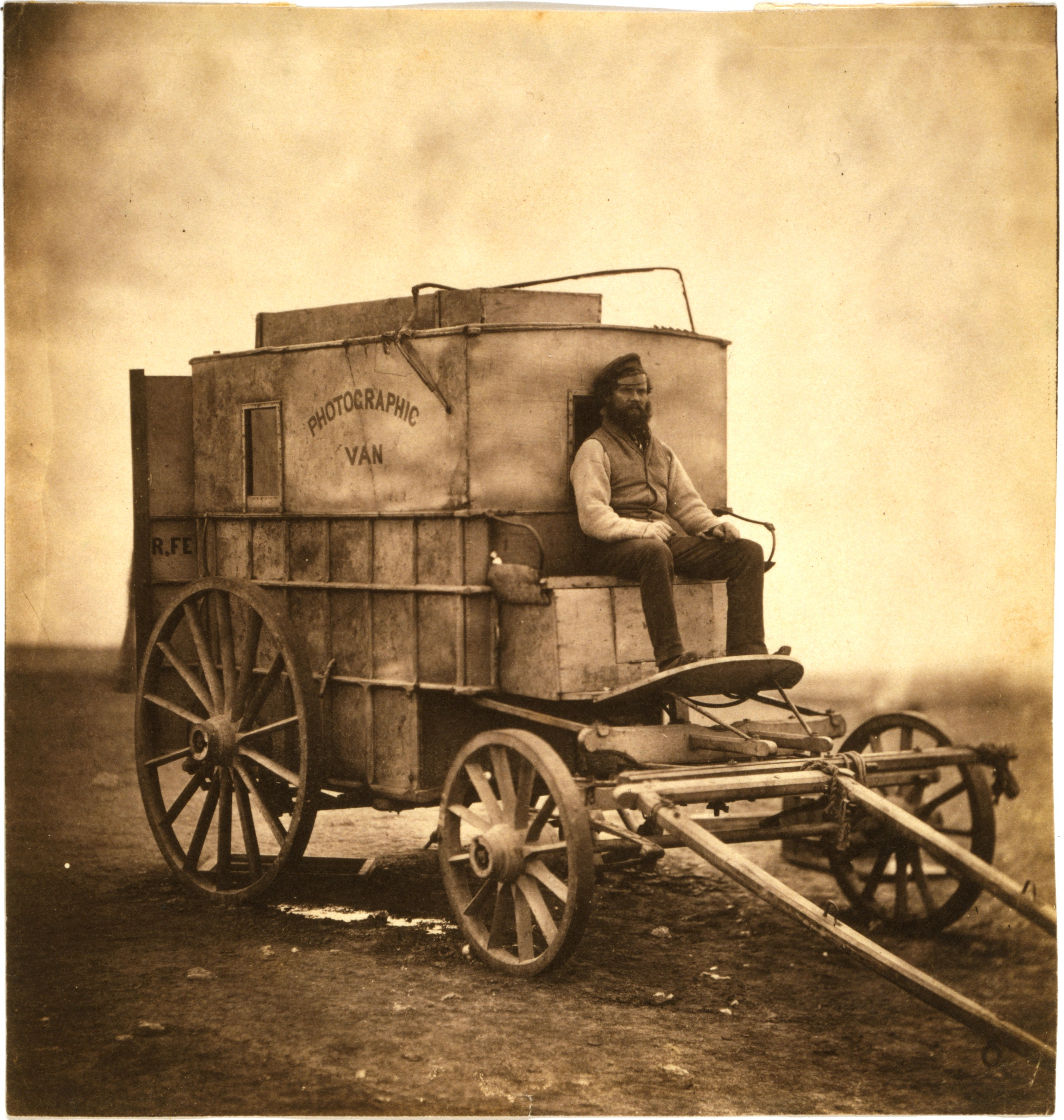
Roger Fentons assistent Marcus Sparling körde Fentons mobila fotolabb.

Roger Fenton, född 28 mars 1819 i Bury, Lancashire, död 8 augusti 1869 i Potters Bar, Hertfordshire, var en brittisk fotograf och pionjär inom krigsfotografi.
Fenton studerade vid University College London, tog en filosofie kandidatexamen 1840 och började sedan studera juridik. Dock drog juridikstudierna ut på tiden till 1847, eftersom han samtidigt börjat intressera sig för målning. Han ställde ut en del målningar från 1849, och kom i kontakt med fotografering 1851 som därefter blev hans stora intresse. 1855 åkte han till Krimkriget och lyckades trots stora umbäranden ta över 350 användbara fotografier från kriget.